# The Solitary Man
The Solitary Man es una película del género drama de 1979, dirigida por John Llewellyn Moxey, escrita por Jim Byrnes, musicalizada por Jack Elliott, en la fotografía estuvo Robert L. Morrison y los protagonistas son Earl Holliman, Carrie Snodgress y Robbie Riss, entre otros. El filme fue realizado por John Conboy Productions, se estrenó el 9 de octubre de 1979.

## Sinopsis
La adaptación de un hombre de familia luego de 15 años con su mujer. Un día ella le manifiesta que quiere separarse, se marcha para empezar una vida nueva.